# Vít Václav Kaňka
Vít Václav Kaňka (7. června 1650, Praha – 9. dubna 1727, Staré město pražské) byl český stavitel a měšťan Starého Města pražského.

## Život

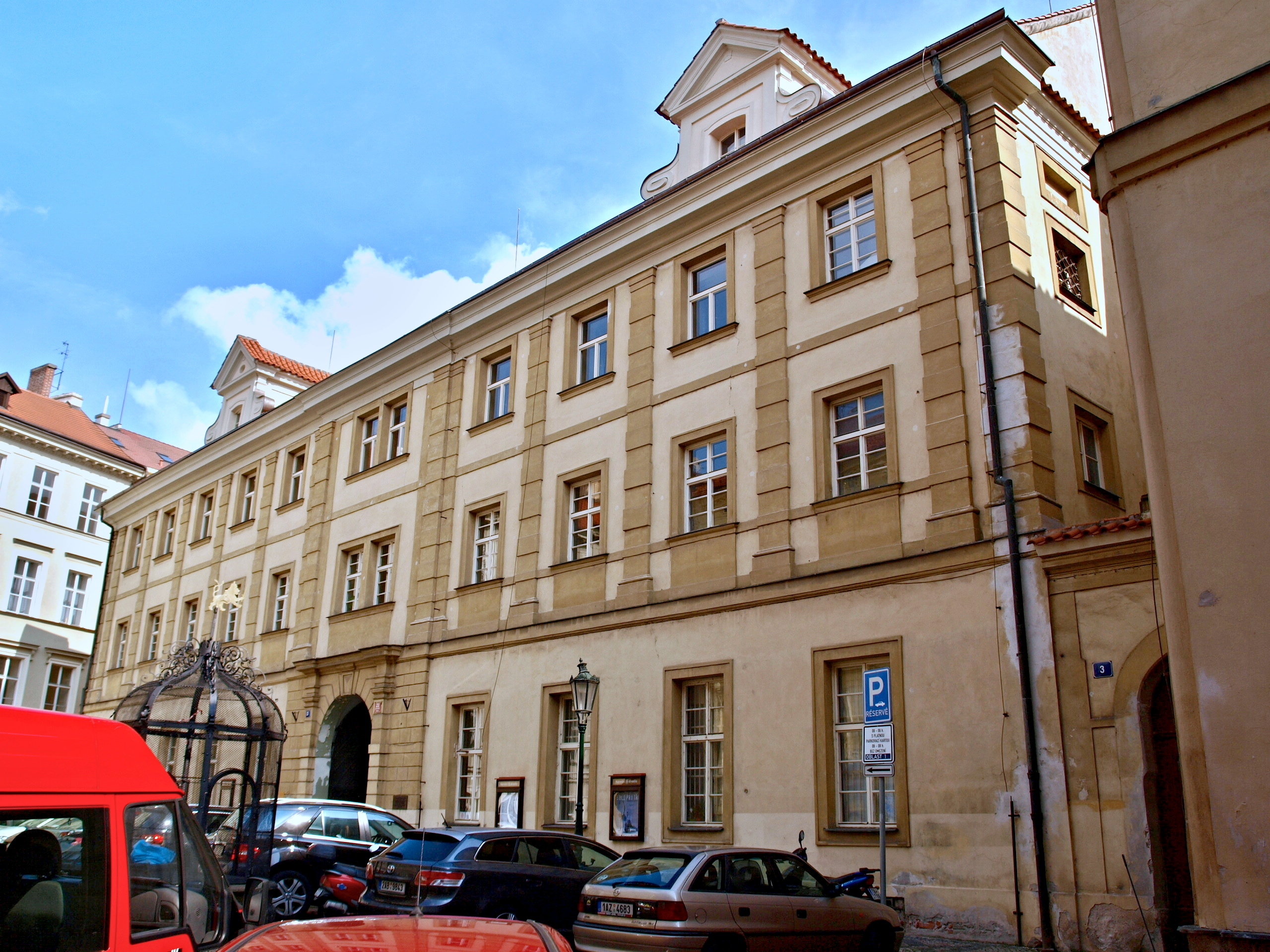
Klášter dominikánek na Anenském náměstí

Vít Václav Kaňka se narodil v rodině Bartoloměje Kaňky, který se v roce 1647 přestěhoval ze vsi Horky na Kutnohorsku do Prahy.
Vít Václav se vyučil zedníkem a roku 1687 získal povolení řemeslo provozovat. Zároveň obdržel též městské právo na Starém Městě pražském.
V roce 1690 se patrně podílel na stavbě kláštera dominikánek u kostela sv. Anny na Starém Městě pražském. Roku 1702 byl Kaňka na doporučení vídeňské válečné rady jmenován pevnostním stavitelem.
V roce 1706 upravoval dům v Celetné ulici č.p. 595/I (Menhartovský palác) a následně jej v roce 1723 za 2 000 zlatých koupil. Rovněž se podílel na obnově špitálního kostela sv. Pavla. V letech 1706–1712 realizoval pro řád benediktinů přestavbu konventu a prelatury u kostela sv. Mikuláše na Starém Městě pražském, podle projektu svého syna Františka Maxmiliána. Výstavbu dokončil Kilián Ignác Dientzenhofer.
Vít Václav Kaňka zemřel 9. dubna roku 1727 ve svém domě v Celetné ulici.